# Биафра
Республика Биа́фра (англ. Republic of Biafra, игбо Bịafra) — самопровозглашённое частично признанное государство в юго-восточной части Нигерии, существовавшее с 30 мая 1967 года (дата провозглашения независимости) до 15 января 1970 года. Государство не было признано Организацией Объединённых Наций, однако его признали Габон, Гаити, Кот-д’Ивуар, Танзания и Замбия.

## Название
Государство было названо по заливу Биафра, на берегу которого оно было расположено.

## Административно-территориальное деление
Территория самопровозглашённого государства составляла 76 400 км² (29,4 тысяч миль²). Столица — Энугу с населением 180 тысяч человек. В административно-территориальном отношении республика делилась на 25 провинций.

## Население
Население страны на 1966 год составляло порядка 14 млн человек, доминирующая народность — игбо, также проживали ибибио (на границе с Камеруном), иджо (дельта Нигера) и др. Официальные языки — английский и игбо. Религия — христианство и анимизм.

## История
Как и большинство африканских государств, Нигерия была искусственным образованием, созданным Британской империей, которая не учитывала религиозные, лингвистические и этнические различия. В момент получения независимости от Великобритании в 1960 году население Нигерии составляло 60 млн человек, и насчитывало около 300 различных этнических и культурных групп, 3 из которых были преобладающими:
- игбо (ибо) (60—70 % населения на юго-востоке),
- хауса-фулани (приблизительно 65 % народов в северной части территории);
- йоруба (75 % населения в юго-западной части).

В течение колониального периода британская политическая идеология деления Нигерии на Север, Запад и Восток усиливалась экономическим, политическим и социальным соперничеством между различными этническими группами Нигерии. В 1947 году была введена конституция губернатора Нигерии Ричардса, в соответствии с которой Нигерия была разделена на 3 административные области, управляемые местными органами власти:
- Западная Нигерия (центр — Ибадан);
- Восточная Нигерия (центр — Энугу);
- Северная Нигерия (центр — Кадуна).

Принцип регионализации был закреплен в последующих конституционных реформах 1951 года — губернатора Нигерии Макферсона и 1954 года — министра колоний Великобритании Литлтона. Конституция Макферсона предусматривала формирование региональных правительств из представителей партии большинства.
Население Севера было большим, чем население вместе взятых остальных областей. Благодаря этому за Северной областью было закреплено большинство мест в федеральном законодательном органе. В пределах каждой из этих трёх областей доминирующие этнические группы хауса-фулани, йоруба и игбо сформировали политические партии, которые были в значительной степени региональными и племенными:
- Северный Народный Конгресс (СНК) на Севере;
- Группа действия на Западе (ГД);
- Национальный Совет Нигерии и Камеруна (с 1959 года — Национальный Совет Нигерийских граждан — НСНГ) на Востоке.

Первое правительство независимой Нигерии основывалось на коалиции партий НСНГ и СНК, премьер-министром стал представитель СНК Абубакар Тафава Балева.
После провозглашения в 1963 году Нигерии республикой пост президента занял Ннамди Азикиве (представитель НСНГ). Оппозиция была представлена Группой действия во главе с Обафеми Аволово. Региональные правительства возглавили: на Севере — лидер СНК Ахмаду Белло, на Западе — Сэмуэл Акинтола из Группы действия и на Востоке — представитель НСНГ Майкл Окпара.
В 1963 году на территории восточной части Западной Нигерии была образована четвёртая область, Среднезападная. На состоявшихся в 1964 году выборах в этом регионе победу одержал НСНГ.
После получения независимости в 1960 году Нигерия стала слыть государством с репутацией «витринной демократии» и экономической стабильности на континенте. Эта стабильность была недолгой. Попытки Севера обеспечить контроль над страной перед лицом всё более и более интенсивной оппозиции со стороны Запада и Востока привели к массовым беспорядкам и сопряжённым с этим насилием.
15 января 1966 года младшие офицеры игбо во главе с майором Чуквума Кадуна Нзеогву убили одновременно всех крупных политических лидеров — Балеву в Лагосе, Акинтолу в Ибадане и Белло в Кадуне, а заодно видных офицеров северного происхождения. Путч был сорван в связи с тем, что часть военных отказалась поддержать мятежников. Лидер мятежа К. Нзеогву был арестован.
Командующий армией генерал-майор Джонсон Агуийи Иронси (этнический игбо) навёл порядок и стал главой временного руководства, он назначил военных губернаторов в провинциях с широкими полномочиями и офицеров на министерские посты, политические партии были запрещены, действие конституции приостановлено. Однако то обстоятельство, что за убийство северян офицеров-игбо не наказали, и вообще все квалифицирующие признаки переворота в сумме (среди прочего убит всего один игбо, а северян множество, и фаворитизм Иронси к игбо) повлекли мощную негативную реакцию северян, которые посчитали переворот не путём к единству, а заговором игбо в надежде доминировать над страной.
Положение южан на Севере стало очень опасным. 24 мая 1966 года военное правительство Иронси выпустило декрет, упраздняющий федеративную структуру Нигерии. Декрет вызвал резко негативную реакцию в Северной Нигерии. 29 мая 1966 года тысячи выходцев с Востока (в основном, игбо), проживающих на Севере, были убиты в ходе погромов, начавшихся с ведома местных властей. Правительство Иронси объявило о создании трибунала с целью изучения причин массовых убийств и грабежей на Севере, а также выплаты компенсаций жертвам погромов. Северные эмиры объявили о намерении отделить Северную Нигерию от федерации.
29 июля, за четыре дня до начала работы трибунала, северяне учинили контрпереворот, в ходе которого Иронси, а также военный губернатор Западной Нигерии майор Адекунле Фаджуи были убиты в городе Ибадан. Новым главой военного режима стал подполковник (впоследствии — генерал-майор) Якубу Дан-Юмма Говон. Основу пехоты составляли северяне, и в войсках началась междоусобица, по всем казармам расправлялись с «восточниками». После этого мятежники поголовно перебили всех игбо, занимавших офицерские должности в генеральном штабе Нигерии. Всего было убито около 400 чиновников игбо. Говон немедленно восстановил федеральную структуру Нигерии в соответствии с требованиями политической элиты Севера.
29 сентября 1966 года погром выходцев с Востока был возобновлён. 30 тысяч восточных нигерийцев, проживающих на Севере, на Западе, в Лагосе были убиты. Всего в погромах 1966 года 40—50 тысяч игбо были убиты и около 2 млн бежали на Восток после того, как их собственность и дома были разрушены. К 1966 году приблизительно 1 млн 300 тысяч игбо проживали на Севере, ещё 500 тысяч — на Западе. Из Восточной области началось бегство выходцев с Севера.
Открытие обширных запасов нефти в дельте реки Нигер на юге страны позволило юго-востоку Нигерии стать экономически самостоятельным. Однако изгнание представителей игбо из власти вызвало опасения, что доходы от добычи нефти будут использоваться несправедливо, в ущерб игбо.
После погрома игбо на Севере в сентябре 1966 года в Восточной Нигерии начали расти сепаратистские настроения. Лидеры игбо призвали к возвращению всех игбо на свою историческую родину в Восточную Нигерию.
Военный губернатор Восточной области (с января 1966 года) подполковник Одумегву Оджукву (игбо по национальности) настаивал на конфедеративном устройстве для Нигерии (федеральное правительство должно быть уменьшено до секретариата, чтобы поддерживать экономические отношения между почти полностью отдельными государствами).
9 августа 1966 года на встрече представителей военных губернаторов в Лагосе было принято решение, согласно которому для восстановления мира и проведения конституционных переговоров необходимо репатриировать все войска к области их происхождения. Это решение не было полностью осуществлено.
12 сентября в Лагосе начала работу Специальная конституционная конференция, состоящая из делегатов, представляющих все области Нигерии, с целью выработки формы сохранения единства Нигерии. Представители Восточной Нигерии бойкотировали конференцию (основное условие Оджукву для участия в её работе — вывод всех северных войск из Лагоса и прекращение погромов игбо на Севере).
4 и 5 января 1967 года в городе Абури (Гана) прошёл саммит военных руководителей Нигерии, на котором различные политические силы Нигерии согласились с концепцией децентрализации и региональной автономизации Нигерии. Говон присутствовал на саммите и даже согласился подписать заключительную версию меморандума о децентрализации. Однако, вернувшись назад в Нигерию, он дезавуировал свои слова.
К началу 1967 года Оджукву принял решение об отделении от нигерийской федерации и образовании собственного независимого государства. В марте 1967 года правительство Восточной области объявило, что все доходы, собранные от имени федерального правительства, будут оставлены на нужды Восточной области. Федеральное правительство отказалось выплатить зарплату государственным служащим, которые бежали из своих областей занятости. Кроме того, федеральное правительство отказалось заплатить Востоку его установленную законом долю доходов. На Востоке начался захват федерального имущества. В ответ правительство Говона установило морскую блокаду региона.

Территория Биафры в июне 1967 года

В мае 1967 года была предпринята последняя попытка мирного урегулирования. Я. Говон предложил отменить экономические санкции против Востока и организовать встречу региональных военных губернаторов при условии, что британские войска гарантируют безопасность встречи. Оджукву отклонил это предложение.
Формальным поводом к провозглашению независимости стал декрет федерального правительства от 27 мая 1967 года, согласно которому упразднялось деление страны на четыре провинции, а вместо них вводились 12 штатов (Северная область была разделена на шесть штатов, Восточная на три, Западная на два). Новые штаты совпадали с естественными этническими образованиями. Восток был разделён таким образом, что запасы нефти оказались расположены в штатах без большинства игбо. Соответственно отменялись и посты губернаторов.
Реакция Оджукву последовала незамедлительно. 30 мая Восточная провинция была объявлена суверенной Республикой Биафра (в честь одноименного залива Биафра). Большинство населения провинции, напуганное волной погромов, приветствовало это решение. Так начиналась самая продолжительная и кровавая гражданская война 1960-х годов в Африке. По конституции Нигерии Восточная область имела право на выход из федерации, но глава военного режима Я. Говон, не желая терять богатые месторождения нефти, заявил, что вопрос будет решён силой.
6 июня Говон отдал приказ о подавлении мятежа и объявил мобилизацию в северных и западных мусульманских штатах. В Биафре скрытая мобилизация началась ещё до провозглашения независимости. Войска с обеих сторон стали подтягиваться к реке Нигер, превратившейся в линию вооружённого противостояния. В начале июня федералы начали блокаду мятежной территории.

### Гражданская война в Нигерии
6 июля 1967 года началась операция «Единорог», которая планировалась как короткая полицейская акция. Командующий правительственной армией полковник (впоследствии — бригадный генерал) Хассан Кацина оптимистично заявил, что с мятежом будет покончено «в течение 48 часов». Однако он недооценил силы повстанцев. Наступавшие сразу натолкнулись на жёсткую оборону, и бои приняли затяжной, упорный характер. Федеральная армия с севера двумя колоннами вошла на территорию Биафры. 1-я колонна наступала по оси Огугу — Огунга — Нсукка, 2-я по оси Гакем — Обуду — Огоджа. 12 июля захвачены города Огоджа и Гакем, 14 июля — город Нсукка.
26 июля десант нигерийцев захватил нефтепромыслы на островке Бонни в 30 километрах от Порт-Харкорта. В результате Биафра лишилась основного источника валютных поступлений. Биафрийцы попытались отбить Бонни, но безуспешно. Порт-Харкорт оказался блокирован федеральными силами.
10 июля биафрийцы нанесли бомбовый удар по аэродрому города Макурди, 26 июля — по фрегату «Нигерия», блокировавшему с моря Порт-Харкорт, 12 августа ВВС Биафры совершили рейд по позициям правительственных войск вдоль Нигера.
В попытках облегчить давление с севера, 9 августа мобильная бригада армии Биафры в составе 3000 человек при поддержке артиллерии и бронемашин переправилась на западный берег Нигера, начав так называемый «северо-западный поход».
Сперва наступление развивалось успешно. Биафрийцы вступили на территорию Среднезападной области, практически не встретив организованного сопротивления, так как расквартированные там федеральные войска в значительной степени состояли из выходцев из племени игбо. Некоторые части просто разбежались или перешли на сторону повстанцев. Столица штата город Бенин-Сити сдался без боя спустя всего десять часов после начала операции. Были также заняты города Варри, Сапеле, нефтяной центр в Угеле, Агбор, Уроми, Убиаджа. Мятежники продвинулись далеко на запад, дойдя до города Оре в 200 километрах от столицы Нигерии Лагоса. 20 августа биафрийцы штурмом взяли Оре. Взятие Среднего Запада изменило соотношение сил в войне, поскольку все нефтяные ресурсы Нигерии попали под контроль Биафры.
На пике военных успехов радио Биафры заявило о намерениях войти в столицу Нигерии Лагос. Намерение Оджукву вторгнуться на Запад вызвало тревогу у политической элиты йоруба (во главе с освобождённым из заключения О. Аволово) и привело к тому, что йоруба наряду с меньшинствами во всех областях стали настроены против игбо. 21 августа победный марш биафрийцев был остановлен.
Проведя всеобщую мобилизацию в густонаселённом столичном регионе, военное руководство Нигерии получило значительный численный перевес над противником. К началу сентября против одной бригады и нескольких отдельных батальонов повстанцев на западном фронте действовали уже две дивизии правительственных войск. Получив колоссальный перевес в живой силе и вооружении (здесь помогли СССР и Великобритания), армия Нигерии перешла в контрнаступление и оттеснила врага к городу Бенин-Сити.
В сложившейся обстановке в армии Биафры созрел заговор против Оджукву во главе с бригадным генералом Виктором Банджо (йоруба), командующим войсками Биафры, предназначенными для похода в Западную Нигерию, и полковником Эммануэлем Ифеаджуаной. 12 сентября Банджо самовольно отдал приказ об оставлении Бенин-Сити без единого выстрела. Затем Банджо отдал приказ оставить Варри, Сапеле, Ауши, Игуебен и другие важные позиции без боя. Одновременно пали оборонительные рубежи биафрийцев южнее Нсукки, и федеральные войска продвинулись к Энугу.
18 сентября заговорщики были арестованы и расстреляны. Однако заговор способствовал деморализации армии Биафры.
Военный администратор Биафры Альберт Оконкво 19 сентября провозгласил независимость «Республики Бенин». 22 сентября город был взят штурмом нигерийской армией, после чего биафрийцы поспешно отступили на восточный берег Нигера. «Северо-западный поход» закончился на том же рубеже, где и начинался. В конце сентября 1967 года большая часть Среднезападной области была очищена от сепаратистов. Пытаясь склонить чашу весов на свою сторону, повстанцы в сентябре начали регулярные воздушные налёты на столицу Нигерии.
12 сентября со стороны Нсукки началось продвижение армии Нигерии к столице Биафры Энугу, и 4 октября она пала.
Оджукву был вынужден перенести свою столицу в город Умуахиа в центре страны.
Попытка 12 октября пересечь Нигер от города Асаба и захватить город Онича стоила нигерийской федеральной армии более чем 5000 солдат убитыми, ранеными, захваченными или пропавшими без вести.
18 октября, после интенсивного артиллерийского обстрела с боевых кораблей, шесть батальонов морской пехоты высадились в порту Калабар, который защищали один батальон повстанцев и плохо вооружённые отряды гражданской милиции. Одновременно с севера к городу подошёл 8-й батальон правительственной пехоты. Сопротивление оказавшихся между двух огней биафрийцев было сломлено, и крупнейший морской порт в южной Нигерии перешёл под контроль правительственных войск.
Федералы заняли другие территории, населённые не игбо, и к началу 1968 года война перешла в позиционную фазу.
В январе 1968 года правительственные войска начали наступление из Калабара в направлении на Порт-Харкорт. Почти четыре месяца повстанцам удавалось сдерживать натиск, но 19 мая город пал. Биафра потеряла последний морской порт и крупный аэродром.
Началась блокада Биафры. Федералы выреза́ли целые селения и провоцировали массовый голод. Летом 1968 года по всем континентам прокатилась мощная кампания разоблачения геноцида христиан-игбо. Новости европейских телеканалов начинались с репортажей об ужасах войны.
За единство Нигерии выступили Великобритания, СССР, арабские страны; за игбо вступились Франция, Испания, Португалия, ЮАР, Китай, Израиль. Оджукву наладил добычу нефти, достаточную для закупки оружия и создания сети контор по вербовке наёмников. Расклад сил был не в пользу игбо. ООН отказалась признать Биафру. В сентябре 1968 года Организация Африканского Единства призвала Биафру отказаться от идеи независимости.
Тем временем Лагос постепенно брал верх. В сентябре армия Нигерии захватила город Аба в центре Биафры. С этого момента контакты с внешним миром были ограничены нерегулярным воздушным мостом с Экваториальной Гвинеей.
Весной 1969 года биафрийцы предприняли попытку переломить ход событий. В марте они нанесли контрудар и окружили бригаду нигерийской армии в только что занятом ею городе Оверри. В апреле Оверри вновь перешёл под контроль Биафры. Однако уже 22 апреля 1969 года под ударами федералов пала столица Биафры — Умуахиа. 16 июня пал Авгу — главный аэропорт страны. У биафрийцев осталась всего одна взлетно-посадочная полоса с твёрдым покрытием, пригодная для взлета и посадки тяжёлых самолётов. Участок федерального шоссе Ули — Ихиала, также известный как «аэропорт Аннабель», стал своеобразным символом независимости Биафры и одновременно главной целью для правительственных войск.
В июне 1969 года Биафра начала отчаянное наступление на федералов. Биафрийцы были поддержаны иностранными наёмными пилотами, продолжающими доставлять пищу, медикаменты и оружие. Самым известный из наёмников был шведский граф Карл Густав фон Розен, который провёл воздушные нападения с пятью небольшими поршневыми самолётами, вооружёнными ракетами и автоматами. С мая по июль его маленькое подразделение совершало налёты на нигерийские военные аэродромы в Порт-Харкорте, Энугу, Бенин-Сити и Угелли, разрушая или повреждая много нигерийских самолётов. Воздушные нападения Биафры действительно разрушали боевые операции нигерийских Воздушных сил, но только в течение нескольких месяцев. Летом 1969 года армия Биафры предприняла попытку захвата аэродрома Онича, но безрезультатно. Гражданская война подходила к своему логическому завершению.
30 июня 1969 года нигерийское правительство запретило всю помощь Красного Креста Биафре, что серьёзно ограничило запасы продовольствия. В октябре 1969 года Оджукву обратился к Организации Объединённых Наций с предложением о перемирии. Федеральное правительство отвергло это предложение и призвало к капитуляции Биафры. К этому времени Биафра представляла собой крошечный анклав овальной формы площадью 2000 км², где оказались запертыми около 5 миллионов человек.
Падению Биафры предшествовало широкомасштабное наступление правительственной армии под командованием генерала Обасанджо (будущего президента). Операция началась 22 декабря 1969 года. Её целью было рассечь двумя встречными ударами с севера и юга территорию, находившуюся под контролем повстанцев. К операции привлекались войска общей численностью 180 тысяч человек с тяжёлой артиллерией, авиацией и броневиками.
Для парирования удара у непризнанной республики уже не оставалось ни сил, ни средств. Численность армии Биафры составляла к тому времени около 70 тысяч бойцов. В первый же день федералы прорвали фронт, а 25 декабря северная и южная группировки соединились. Территория повстанцев оказалась рассечена надвое.
Заключительное нигерийское наступление, названное «Попутный ветер», было начато 7 января 1970 года. 9 января 1970 года пал Оверри, 10 января захвачена взлётная полоса «Аннабель», 11 января пал Ули. 13 января 1970 года в городе Амичи состоялась заключительная сдача сил Биафры.
Генерал Оджукву передал командование над остатками войск своему заместителю Филипу Эффионгу и в ночь с 10 на 11 января с семьёй и несколькими членами правительства Биафры бежал из страны. 15 января генерал Эфионг подписал акт о безоговорочной капитуляции своей республики. Гражданская война окончилась. Население Биафры уменьшилось на 2 миллиона, большинство из которых умерло от голода (большинство жертв — дети). Область, считавшаяся перед войной одной из самых развитых в Африке, была опустошена.
В конце 1982 года был амнистирован и вернулся в Нигерию Одумегву Оджукву. Впоследствии участвовал в политической жизни Нигерии. Скончался в 2011 году в Великобритании.

### Современность
В настоящее время идея независимости Биафры вновь возродилась. С августа 1999 года в городах на юго-востоке Нигерии начались акции протеста за отделение Биафры от Нигерии. Несмотря на мирный характер, протестующие регулярно подвергались нападениям со стороны нигерийской полиции и армии, при этом, согласно сообщениям, десятки людей были убиты. Многие другие были ранены и арестованы. На юго-востоке Нигерии существуют несколько политических группировок, выступающих за восстановление Республики Биафра. Основными из них являются «Коренные народы Биафры» (англ. Indigenous People of Biafra; сокр. IPOB, лидер Ннамди Кану) и «Движение за восстановление суверенного государства Биафра» (Movement for the Actualization of the Sovereign State of Biafra; сокр. MASSOB, лидер Ральф Увазуруике). «Движение за освобождение дельты Нигера» (этническая группа иджо) солидаризируется с группировками, выступающими за отделение Биафры. Целью группы IPOB является проведение референдума на территории юго-восточной Нигерии по вопросу создания независимого государства Биафра. Лидер IPOB Ннамди Кану возглавляет радиостанцию «Радио Биафра», базирующуюся в Лондоне. С 14 октября 2015 года по 28 апреля 2017 года находился под арестом в нигерийской тюрьме по обвинению в государственной измене. После освобождения под залог Ннамди Кану возобновил кампанию за независимость Биафры. После нападения нигерийских военных на его дом в юго-восточном штате Абия в сентябре 2017 года лидер IPOB бесследно исчез. В октябре 2018 года в эфире радиостанции «Радио Биафра» Ннамди Кану объявил о том, что он находится в Израиле. Организация IPOB подала иск против федерального правительства Нигерии, добиваясь реализации суверенного государства Биафра законными средствами. 12 декабря 2020 года Ннамди Кану объявил о создании Восточной Сети Безопасности (Eastern Security Network; сокр. ESN) в качестве региональной силы для защиты юго-востока Нигерии от бандитизма и нападений.